# نمس أسود الذيل
نمس أسود الذيل أو نمس نحيل (الاسم العلمي: Galerella sanguinea)، هو نوعًا شائعًا جدًا من النمس في إفريقيا جنوب الصحراء الكبرى.